# Leo Matiz Espinoza
Leonet Matiz Espinoza (Aracataca, 1 de abril de 1917-Bogotá, 24 de octubre de 1998), más conocido como Leo Matiz, fue uno de los más destacados fotógrafos y caricaturistas colombianos con reconocimiento internacional. Vivió no sólo en su propio país, sino también en México, en donde se relacionó con notables artistas de ese país; en Estados Unidos, donde trabajó para algunos medios como Life y Reader's Digest, y en Venezuela, como fotógrafo del Palacio de Miraflores. Entre sus obras se registran notables personajes y eventos como El Bogotazo (1948), durante el cual resultó herido. Una de sus obras fotográficas, Pavo real del mar, es considerada una de las mejores fotografías de Colombia y fue admirada en Japón y en los Estados Unidos. En 1949, fue elegido como uno de los diez mejores fotógrafos del mundo.

## Biografía
Leo Matiz fue uno de los fotógrafos más versátiles y singulares de la legendaria y memorable generación de reporteros gráficos que renovaron la escena del fotoperiodismo durante las primeras seis décadas del siglo XX en América Latina, Estados Unidos y Europa.
Matiz nació en 1917 en Rincón Guapo, una aldea de Aracataca, Magdalena, donde proliferaba la exuberancia del paisaje tropical junto a la modesta supervivencia de sus habitantes cultivadores de banano.
En su adolescencia viajó a Bogotá para laborar en el periódico El Tiempo y frecuentó la vida bohemia de los cafés con los pintores y caricaturistas famosos a finales de la década de 1930. Por exigencia de Enrique Santos Molano “Calibán”, abuelo de Juan Manuel Santos, Matiz adoptó la fotografía y consolidó en Colombia una reputación de reportero gráfico alerta con las situaciones y en un cazador penetrante del azar y las almas de los personajes captados con su cámara Rolleiflex.
Vital e incansable, igualmente obsesivo con la perfección en su trabajo de reportero, Matiz viajó de manera infatigable por los cinco continentes y volcó su talento igualmente como fotofija en el cine, la fotografía publicitaria, creador de periódicos y fundador de galerías de arte, exhibiendo por primera vez en 1951 al pintor Fernando Botero en la Galería de Arte Leo Matiz.
México, América Central, Estados Unidos, los Andes, el Caribe, Palestina, Beirut, Tel Aviv y Venezuela, son algunos de los escenarios en los trabajó Matiz, orientando su mirada hacia lo que Henri Cartier Bresson denominó “el momento decisivo”, ese instante irrepetible en el que convergen lo inesperado de la vida humana, una retina capaz de ir más allá de los visible y una sensibilidad extraordinaria para comprender el vértigo de la historia y el drama humano más allá del implacable ritmo de las rotativas de prensa.
La vuelta al mundo en imágenes también llevó a Leo Matiz a realizar travesías inesperadas como aquella que lo situó en el corazón de los acontecimientos del París que celebraba la liberación del régimen de ocupación nazi el 24 de agosto de 1944 y que través de su mirada lúcida, penetrante y compasiva convirtió el paisaje urbano de libertad y de embriaguez colectiva en estampas geométricas y caprichosas.
Matiz, sin duda, se sumergió en la atmósfera nocturna y vibrante de la París liberada, perseguido por el fantasma vanguardista de los cronistas gráficos como Robert Doisneau y Brassai que lograron sus mejores obras en la Europa de entreguerras, inspirados en retratar la perturbadora magia nocturna de la ciudad luz con los detalles urbanos de plazas, calles, esquinas y fachadas que la han convertido en el sueño deseable y eterno de nuestra memoria visual, cumpliendo el ritual de lo que alguna vez predijo la ensayista norteamericana Susan Sontag: “fotografiamos lo que está a punto de desaparecer”.
Y así, saltando de un país a otro, de un continente a otro, la vida creativa y tumultuosa de Leo Matiz, obtuvo reconocimientos meritorios como el premio Chevalier des Arts et des Lettres, concedido por el gobierno francés en 1995 y en 1997 el Filo d` Argento en Florencia, Italia. En 1998 el gobierno colombiano le rinde homenaje y lo reconoce como uno de los grandes protagonistas de la fotografía del siglo XX.
Cuando viajó a México Matiz se encontró y convivió con muchos pintores importantes como Frida Kahlo y Diego Rivera, pero de entre ellos uno destacó más por pedirle a Matiz que tuvieran una colaboración y su nombre era Jose de Jesus Siqueiros. Siqueiros decidió contratar a Matiz para que tomara unas fotografías para que él las pintara, ya que él decía "No tengo tiempo para hacer bocetos de lo que quiero pintar, Yo necesito una trabajo ya hecho", así que Matiz empezó a tomar fotografías de Siqueiros, pero el no era un buen modelo ya que ellos querían un modelo que tuviera buen físico, así que decidieron que tenían que fotografiar a alguien más.
Su esposa fue la caleña Amparo Caicedo Montes de Oca con quién procreó a sus hijos Leo y Alejandra. 

## Obras
- Así es Caracas, 1951
- Bavaria, una historia de muchos años, 1966 (sic, aunque el nombre correcto de la región en español sea Baviera)
- Aquí estuvo el Libertador, 1976: Fotos en Venezuela sobre los lugares en donde estuvo el Libertador Simón Bolívar
- Leo Matiz, fotografie, 1992
- Matiz-Siqueiros, Cinquant'anni dopo, L'arte per l'arte, 1997
- El tercer ojo, 1994
- Leo Matiz, L'objectif magique, 1995
- Electa editrice, 1995
- La metáfora del ojo, 1998
- Los hombres del campo, 1997